# 金崎睦美
金﨑 睦美（かなざき むつみ、1982年6月23日 - ）は、日本の歌手、女優。山口県萩市出身。血液型O型。
ヴォーカルユニット「take me to the seven」メンバー。

## 来歴
高校生時代の吹奏楽部にてトランペットを経験する。音楽専門学校（東京スクールオブミュージック専門学校）ではヴォーカルを学ぶかたわらで、ジャズサークルへ参加しトランペットを担当する。同学校在学中（2003年卒業）に映画『スウィングガールズ』のオーディションを受け、映画デビュー。
その後はヴォーカリストとして活動。2021年に指定難病であるCADASIL（皮質下梗塞と白質脳症を伴う常染色体優性脳動脈症）を患い、入院生活を送る。現在はリハビリ中ながら、歌手活動も少しずつ再開している。

## 主な出演作品

### 映画
- スウィングガールズ（2004年）
  - 石川理絵（トランペット）役で出演。共演者・スタッフの間では、演奏はスウィングガールズ随一のテクニシャンと評され、主に高音部パートを担当する。サウンドトラック2曲目の「A列車で行こう」におけるトランペットソロは金崎本人によるもの。2004年12月13日には地元萩市の劇場「萩ツインシネマ」にて映画『スウィングガールズ』の上映会と共に、金崎演奏によるミニコンサートも開催され大勢が応援に駆けつけた。共演者・スタッフの間では「村長」というニックネームで親しまれる（出身地である山口県にむつみ村という場所がある事が由来）。